# 勒乌格 (市镇)
勒烏格是爱沙尼亚沃魯縣的一个乡村型市镇。行政中心为勒乌格。市镇面积为933平方公里，2021年时人口数量为5,291人。

## 行政管理
2017年爱沙尼亚行政改革后，原勒乌格市镇、哈尼亞市镇、默尼斯泰市镇、瓦爾斯圖市镇以及米索市镇的大部分地区合并成新的勒乌格市镇。
新的勒乌格市镇包括3个小镇和274个村庄。